# Synagogue de Český Krumlov

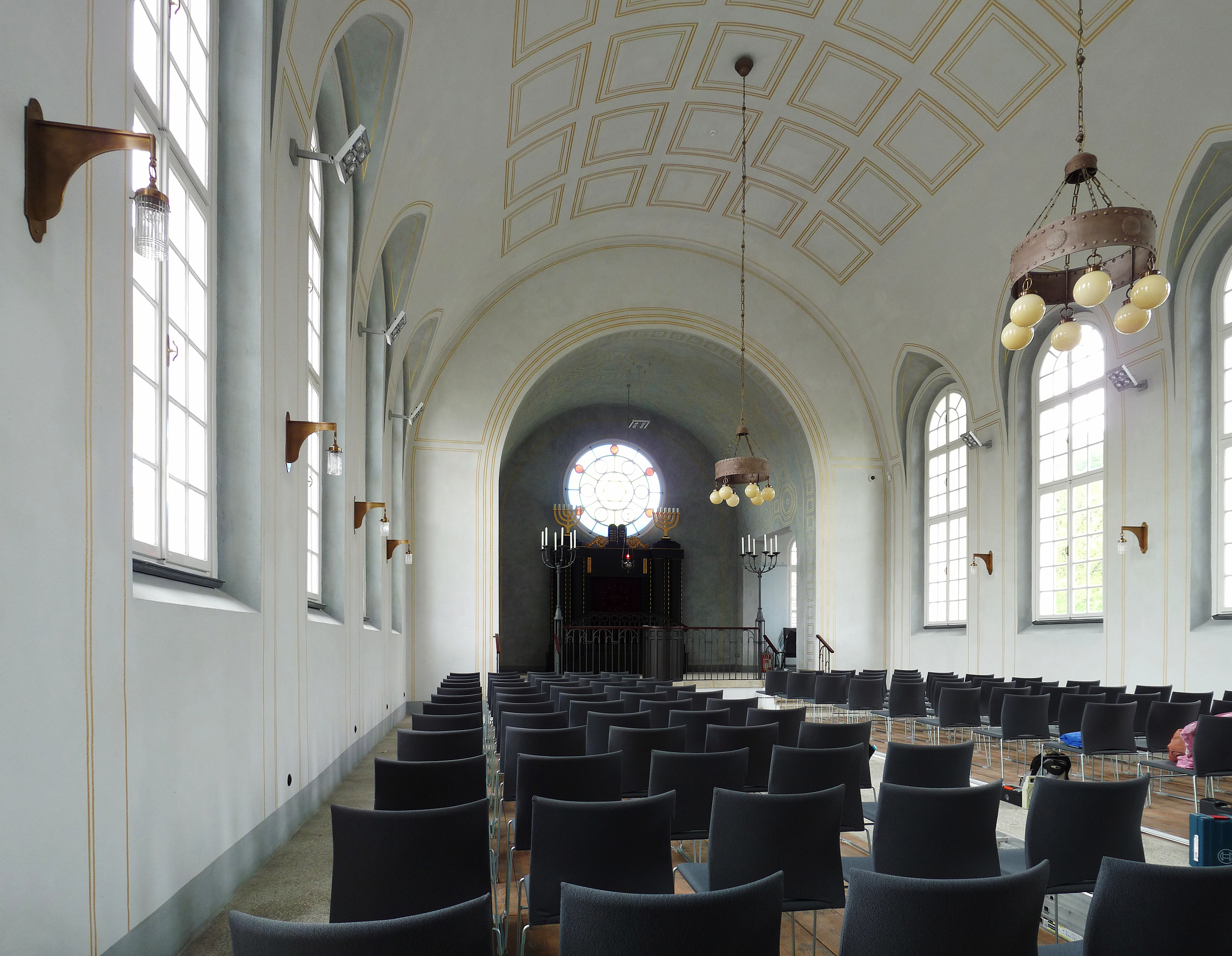
Intérieur

La synagogue de Český Krumlov, en allemand Krumau, une ville de Bohême du Sud en République tchèque, a été construite en 1908-1909. La synagogue, profanée sous l'ère nazie, est un monument culturel protégé depuis 1958.

## Histoire
La synagogue a été construite selon les plans de l'architecte pragois Viktor Kafka (1880-1942). Ignaz Spiro avait au XIXe siècle assuré la création du Fonds-Synagogue.
Le bâtiment de style néo-roman offrait environ 180 places. Les offices y ont eu lieu jusqu'en 1938.
Au cours des deux premières décennies après la fin de la Seconde Guerre mondiale, le bâtiment de la synagogue, qui avait été pillé pendant l'ère nazie, a été utilisé par l'Église hussite tchécoslovaque. Il servait alors de salle de stockage pour les décors du théâtre.
Après 1990, l'Egon Schiele Art Centrum a réalisé la rénovation de la synagogue en coopération avec la communauté juive de Prague.

## Littérature
- Klaus-Dieter Alicke : Lexique des communautés juives de l'espace germanophone. Tome 1 : Aach - Groß-Bieberau. Gütersloher Verlagshaus, Gütersloh 2008,  (ISBN 978-3-579-08077-2) ( édition en ligne ).
- Rabbin Prof. Dr. Léopold Hirsch : Histoire des Juifs à Böhm. Krumlov. In : Hugo Gold, Les Juifs et les communautés juives de Bohême d'hier et d'aujourd'hui. Jüdischer Buch- und Kunstverlag, Brno / Prague 1934, pp. 49–50 (avec photos à la page 50, u. une. par le rabbin Hirsch) (en ligne ) à la Bibliothèque d'État de Haute-Autriche.

## Liens web
- Beschreibung als Kulturdenkmal
- Histoire de la synagogue de Český Krumlov. Dans : data.ckrumlov.cz (PDF ; consulté le 15. janvier 2015).